# Lacul Manta
Lacul Manta – największe jezioro Mołdawii o powierzchni 21 km² (o ile nie liczyć współdzielonego z Ukrainą jeziora Cahul o powierzchni 103 km²). Położone jest w południowej części kraju bezpośrednio przy jego głównej rzece Prut.
Pod względem geograficznym to jezioro reliktowe. Powstało w wyniku zalania nisko położonych terenów w pobliżu meandra Prutu. Jezioro gromadzi bogatą florę i faunę, m.in. 23 gatunki ryb, algi czy egzotyczne w tej okolicy pelikany.